# 巴西洛内特
巴西洛内特（法語：Barcillonnette，法語發音：[baʁsilɔnɛt]）是法国上阿尔卑斯省的一个市镇，属于加普区。

## 地理
巴西洛内特（44°26'7"N, 5°55'8"E）面积19.51 平方千米，位于法国普罗旺斯-阿尔卑斯-蓝色海岸大区上阿尔卑斯省，该省份为法国东南部内陆省份，北起萨瓦省，西北接伊泽尔省，西南接德龙省，南至上普罗旺斯阿尔卑斯省，东北部与意大利接壤。
与巴西洛内特接壤的市镇（或旧市镇、城区）包括：埃斯帕龙、莫内捷阿勒蒙、旺塔翁、维特罗勒。

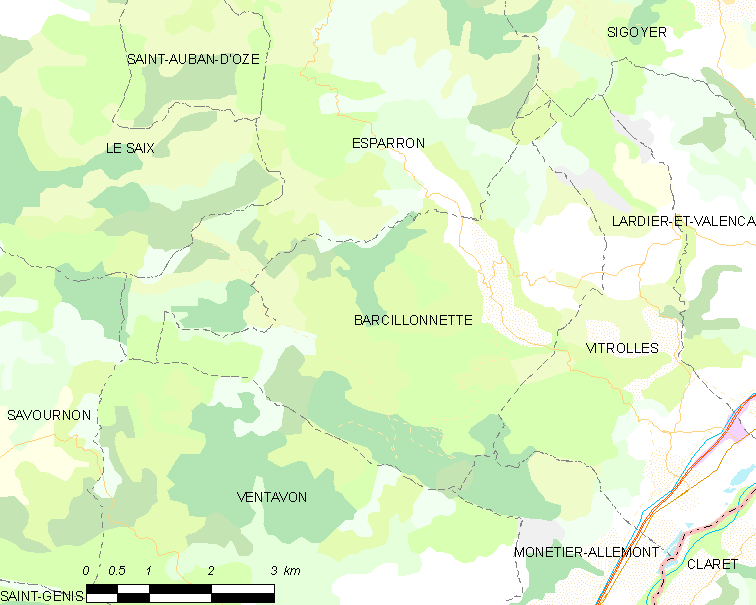
巴西洛内特的OSM定位图

巴西洛内特的时区为UTC+01:00、UTC+02:00（夏令时）。

## 行政
巴西洛内特的邮政编码为05110，INSEE市镇编码为05013。

## 政治
巴西洛内特所属的省级选区为塔拉尔县。

## 人口

1962-2008年间巴西洛内特人口变化图示

巴西洛内特于2022年1月1日时的人口数量为140人。